# Bodegraji
Bodegraj es una aldea de Croacia en el ejido del municipio de Okučani, condado de Brod-Posavina.

## Geografía
Se encuentra al pie de las alturas Psunj, a una altitud de 109 m s. n. m. a 134 km de la capital croata, Zagreb.

## Demografía
En el censo 2021 el total de población de la localidad fue de 254 habitantes.
| Gráfica de población de Bodegraj 1948-2021                          |
|                                                                     |
| Según los censos de población de la oficina estadística de Croacia. |